# Kamień runiczny z Dynna

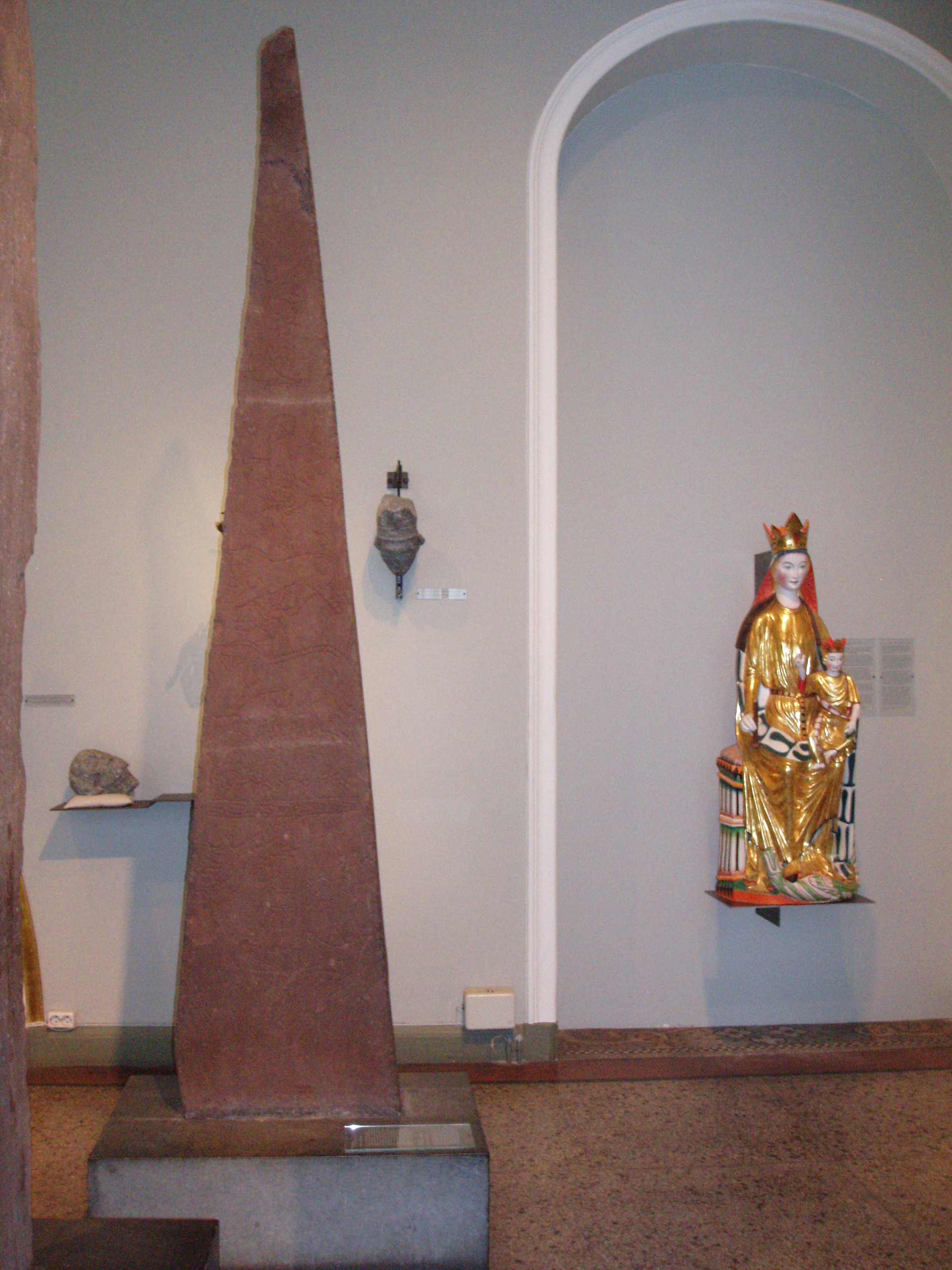
Kamień runiczny z Dynna

Kamień runiczny z Dynna (N 68) – pochodzący z około 1050 roku norweski kamień runiczny o treści chrześcijańskiej. Mierzy 2,82 m wysokości.
Początkowo znajdował się w Gran w regionie Hadeland, około 45 km na północ od Oslo. Wieńczył kurhan grobowy znajdujący się na terenie miejscowej farmy. W 1879 roku został przeniesiony do Muzeum historycznego w Oslo. Na frontowej stronie kamienia przedstawiona została scena Narodzenia Pańskiego. U samego dołu znajduje się scena ze żłóbkiem. Powyżej, oddzieleni ozdobą w kształcie wstęgi, umieszczeni zostali Trzej Królowie podróżujący konno, nad którymi przedstawiono czteroramienną Gwiazdę Betlejemską oraz anioła. Na bocznej ścianie kamienia wyryta została inskrypcja runiczna o treści:
× kunuur × kirþi × bru × þririks tutir × iftir osriþi × tutur × sina × su uas mar hanarst × o haþalanti
„Gunnvǫr, córka Thryðríka, ufundowała most ku pamięci swej córki Ástríðr. Była najzręczniejszą dziewczyną w Hadeland”